# Panehesi
Panehesi ist ein altägyptischer Personenname und bedeutet „Der Nubier“. Er lebt heute als hebräischer Name Pinkus oder Pinchas fort.

## Bekannte Namensträger
- Amenemopet Panehesi, 18. Dynastie
- Panehesi (Diener des Aton), 18. Dynastie
- Panehesi (Schatzhausvorsteher), 19. Dynastie
- Panehesi (Wesir), 19. Dynastie
- Panehesi (Vizekönig von Kusch), 20. Dynastie